# Siège du fort Sans-Culotte
Chouannerie
La bataille de Quiberon ou Siège du fort Sans-Culotte se déroula pendant la Chouannerie, lors de l'expédition de Quiberon, en 1795.

## La bataille
Le fort Sans-culotte était défendu par Délise et 700 hommes du 41e régiment d'infanterie de ligne ci-devant La Reine.
Attaqués le 30 juin par les troupes émigrées, 1 500 chouans, et 150 soldats anglais, les défenseurs du fort, à court de vivres, se rendirent le 3 juillet. Les émigrés proposèrent aux 700 soldats républicains de s'enrôler dans les forces royalistes, 400 acceptèrent les 300 autres furent embarqués sur les navires britanniques.
Le fort Sans-culotte reprit ensuite son ancien nom de fort de Penthièvre.

## Sources
- Emile Gabory et Xavier Du Boisrouvray (édition), Les Guerres de Vendée, Paris, Robert Laffont, coll. « Bouquins », 2009, 1476 p. (ISBN 978-2-221-11309-7), p. 1195-1197.